# Égide de Bœck
Égide de Bœck (* 13. November 1875 in Oppuurs, Belgien; † 20. Dezember 1944) war Ordenspriester und Linguist im damaligen Belgisch Kongo.

## Leben
De Bœck wuchs in Flandern auf. Sein Vater war Primarlehrer, seine Mutter eine sehr gläubige Frau. Er hatte mehrere jüngere Geschwister: Alphonse, Priester in Belgien, Marle, Achilles und Jules, beide Missionare in Scheut, eine Schwester, die als Klosterfrau in den Philippinen arbeitete, und einen Bruder, der heiratete.
Nach der Sekundarschule in Mechelen trat er 1894 ins Noviziat der Missionare von Scheut ein. Er wurde am 1. Juli 1900 zum Priester geweiht und bereits am 1. September des gleichen Jahres nach Neu Antwerpen (heute Makanza) in den Kongo geschickt. Von 1913 bis 1916 war er apostolischer Präfekt von Kasaï Supérieur.
Am 8. Mai 1921 wurde er zum Bischof geweiht und Titularbischof von Azotus. Bereits am 4. Januar 1921 trat er das Amt des apostolischen Vikars von Neu Antwerpen an, das er bis am 27. Januar 1936 innehatte. An diesem Tag wurde er infolge Reorganisation der kongolesischen Bistümer zum apostolischen Vikar von Lisala ernannt, was er bis zu seinem Tod blieb.

## Lingala
Als Sohn eines Lehrers war de Bœck das Schulwesen wichtig. Von Anfang an setzte er sich für Verbesserungen im Unterrichtswesen im Belgisch Kongo ein. Auf seinen Reisen galt den Schulen immer ein besonderes Augenmerk, und er führte Schulinspektoren ein. Dabei stellte er fest, dass in der Region sehr viele Varianten des Bangala gesprochen wurden. Er trug alle verfügbaren Informationen zusammen und vereinheitlichte sie zu einer Standardsprache, dem Lingala. Aus dieser Arbeit resultierte eine Übersetzung des Neuen Testaments und ein Grammatik- und Wörterbuch. Seine linguistischen Arbeiten waren immer Mittel zum Zweck, insbesondere für die Schule.
Manchmal wird die Kritik geäußert, de Bœck habe überall Lingala eingeführt und die lokalen Sprachen verdrängt. Dies mag teilweise zutreffen, da die eingeschränkten Möglichkeiten der Missionare es nicht zuließen, für über 200 Sprachen Schulbücher zu schreiben. Hingegen hat sich de Bœck immer dafür eingesetzt, dass die lokalen Sprachen neben dem Lingala gepflegt wurden und etwa der Religionsunterricht nicht auf Lingala abgehalten wurde. Für Lingombe, Ebudja und Gbaka ließ er entsprechende Lehrmittel erstellen.

## Varia
Die Égide-de-Bœck-Kulturzentren in Mongala, Equateur und Südubangi sind nach de Bœck benannt.

## Werke
- Cours théorique et pratique de Lingala, avec vocabulaire et phrases usuelles. Antwerpen, 1942: Impr. Saint Norbert.
- Eenige begrippen van lingala : met woordenlijst en gebruikelijke volzinnen = Quelques notions du lingala avec vocabulaire et phrases actuelles. Brüssel, 1914: Impr. Th. Dewarichet.
- Grammaire et Vocabulaire de Lingala. Neu Antwerpen, 1904: Mission du Sacré Cœur.
- Langue congolaise. Exercises de lecture à l’usage des colonies de l’état par un père de la Congrégation de Scheut. Brüssel, s.a.: J. Lebègue & Cie.